# 조선백송회사
조선백송회사는 조선민주주의인민공화국의 무역회사이자 조선민주주의인민공화국의 과학원 전용 무역회사이다.

## 개요
조선백송회사는 현재 국가 과학원의 전용 무역회사로써 현재 여기에 관련된 모든 무역회사는 마이크로프로세서나 혹은 소프트웨어 거래와 관련된 회사로 특히 평양집적회로 시험 공장과 111호 마스크 제작소 그리고 조종 기계 연구소 등 많은 관련된 연구소가 개발한 물품들을 판매하거나 혹은 위탁하는 사업을 전개하고 있다.
그만큼 현재 조선백송회사나 혹은 조선부강회사와 같이 무역회사들은 현재 소프트웨어 사업이나 혹은 반도체 사업을 벌여 마이크로프로세서 설계 사업을 벌이고 있으며 특히 진달래 손전화기 공장을 자회사를 둔 만경대 무역회사나 Glocom을 소유한 비로봉 무역회사도 역시 마이크로프로세서 설계사업을 벌이고 있다.

## 7.1 경제 개혁 조치[4]
고난의 행군 이후 국가 과학원은 예산 체계로 운영이 되었음을 알수가 있었으나 2002년 7.1 경제개혁조치 이후로 집적회로 시험 공장을 비롯한 모든 중간 공장 생산품을 수익 창출 방향으로 연구와 생산 방향을 정할 수 있도록 독립 채산제를 전면적으로 실시를 하였다.
그리고 이것을 통하여 집적회로 시험 공장 역시 집적회로 생산품을 특히 자체 자산을 마련하기 위하여 파운드리할 수 있는 발판을 마련할 수 있도록 설정을 하였고 특히 군수품을 납품할 때 국정 가격으로 납품이 가능하도록 설정을 하였다.
특히 여기에서 운영하는 연구원들을 다른 공장에 전출이나 혹은 그런데로 진출을 할 때 생산에 직접적인 영향을 주게끔 훈련을 시킬 수 있다.
그리고 조선민주주의인민공화국은 여기를 발판으로 Glocom을 발판으로 설계를 하여 평양 집적회로 시험 공장에 파운드리를 할 수 있는 기반을 가지고 있으며 그만큼 조선민주주의인민공화국은 자체 자산을 위한 발판을 마련하여 자체 수익 방향을 결정할 수 있는 권한을 가지고 있으며 계획외 30% 생산도 국정 가격으로 공급할 수 있다.

## 12.1 경제 개혁 조치[5]
김정은의 집권 이후 조선민주주의인민공화국은 예산제에서 전면적으로 독립채산제로 설정을 하였으며 특히 평양 집적회로 공장과 평양 집적회로 시험 공장과 리철호 가 사업하는 기계 공장에도 전면적으로 독립채산제를 갖추어 나가기 시작하였다.
2014년에는 기업이 가격을 제정할 수 있는 상품의 범위를 확대한 것으로 여기에는 대학에서 첨단기술제품을 수요자와 계약에 따라 생산하여 내화 및 외화로 판매하는 제품의 가격과 주문계약으로 생산한 제품 가운데 외화로 원가를 보상하여야 할 제품의 외화가격 등이 포함되었다.
특히 반도체나 특히 소프트웨어 등을 개발하여 판매한 수익을 자체로 예산에 포함시켜서 수익사업에 나설 수 있도록 전면적으로 허용을 하였으며 특히 국정가격의 판매를 전면적으로 없애고 자율적으로 시장에 의하여 조절할 수 있도록 허용을 하였다.

## 무역법 3차 분권화 사업[6]
조선민주주의인민공화국은 1997년 개정 헌법에 근거한 1999년의 1차 개정을 거쳐 2002년에 마련한 7.1 경제개혁조치의 실리와 분권화 정책을 적극 반영하여 대폭 개정한 2004년 현행 무역법이 시행되고 있다.
조선민주주의인민공화국 무역법의 특징은 대외무역에 대한 계획 기능과 시장 기능의 균형으로 요약할 수 있으며 국가 즉 내각의 무역상의 통일적 지도아래 기관, 기업소, 단체 등 개별경제 단위에게 독자적 대외 무역의 권한을 부여하고 있다.
예를 들어 수출기지를 새로 조성하거나 첨단기술제품, 즉 마이크로프로세서나 소프트웨어, 데스크톱 컴퓨터, LED TV 등 많은 국제시장에서 경쟁력이 높은 제품을 개발하여판로를 개척한 무역회사에게는 특혜를 주도록 하고 있다.
일반 경제 단위가 국제시장에서 경쟁력이 있는 새로운 제품, 기술, 서비스 원천을 개발하였을 경우 무역거래 자격을 특별 부여 받을 수 있도록 하였으며 전문 국영무역회사에 의한 독점체제를 무너뜨리고 무역의 주체를 확대하면서 일정한 조건을 마련한 북한의 기관, 기업소, 협동조합은 모두 무역회사 설립을 신청할 수 있도록 하면서 북한 무역관리체제의 자율성을 높였다.
이로 인해 많은 무역회사들이 소프트웨어, 마이크로프로세서, 데스크톱 컴퓨터, LED TV 등 많은 수익성 높은 사업을 벌여 판촉행사를 벌이고 있다.

## 평가

### 파운드리 공정으로 인한 자체 수익 사업
2000년부터 김정일은 독립채산제로 인한 자체 수익 사업을 권장하며 방위산업이든 일반 산업이든 자체 수익 사업으로 통한 30% 계획 초과 생산분으로 시장가격에 판매가 가능하도록 세부계획지표를 조정을 지시하였고 이때 7.1 경제개혁조치에서 발표가 되어 2004년에 공식적으로 중앙공업에도 적용이 되었다.
특히 평양 집적회로 공장과 평양 집적회로 시험 공장, 리철호가 사업하는 기계 공장, 89호 집적회로 공장과 팹리스 사업으로 111호 마스크 제작소와 Glocom 등 많은 제작 사업을 벌이고 있으며 이때 반도체 사업으로 65nm 공정과 45nm 공정, 20nm 공정을 완료하고 팹리스는 111호 마스크 제작소 혹은 Glocom을 통하여 수주를 받은 다음 파운드리로 평양 집적회로 시험 공장이나 혹은 리철호가 사업하는 기계 공장에 작업을 하여 하청을 받는 형식으로 운영하고 있다.
이때 무역회사로 주선을 받으며 이때 TSMC나 혹은 삼성전자로 수주가 실패할 때 차선책으로 권유를 받고 수주를 받고 있으며 이때 수익 사업을 자체적으로 벌이고 있다.
특히 독립채산제로 인하여 더욱 그 경쟁 상대가 치열하여 할인 가격으로 맞서고 있으며 특히 내부적으로도 경쟁 관계에 있다.

## 논란과 의혹

### 반도체 장비 불법 수입 의혹
특히 2004년에는 MEBES-4700S 전자빔 리소그래피 장비를 평양 집적회로 시험 공장 및 111호 마스크 제작소에서도 수입을 한 사실이 드러나 평양 집적회로 공장에도 수입을 하였다는 의혹을 사고 있다.
하태경 의원실에 밝혀온 기록에 따르면 반도체 장비인 불화수소 및 전략 물자 등 30건 이상을 수출한 나라는 오로지 일본 뿐이라는 사실을 알려주었는데 그외에도 리철호가 사업하는 기계 공장에 반도체 생산 설비가 있는 것으로 조선중앙TV에서 밝혔다.
그만큼 현재 조선민주주의인민공화국은 많은 반도체 생산 장비를 포함한 레지스트와 불화수소를 비롯한 많은 설비를 비싼 가격에 수입을 할 가능성이 아주 없지 않다.
그리고 조선중앙TV와 제프리 루이스 박사의 증언에 따르면 현재 리철호가 사업하는 기계 공장을 보여주었는데 그만큼 의심나는점이 많으며 현재 조선민주주의인민공화국은 니콘의 집적회로 생산 설비와 함께 독일의 불화수소 에칭 장비와 일본의 ALD 증착장비와 프랑스의 PECVD 증착장비와 세정 장비와 중국의 Deburring 패키징 장비를 보유하고 있으며 5개 이상의 장비를 가지고 있다고 밝혔다.
2019년에는 SoC를 개발하여 2020년 Glocom에서 ARM 마이크로프로세서와 SPARC 마이크로프로세서를 설계하여 위에 있는 공장에 파운드리를 맡겨 미사일 공장이나 기계 공장에 시장가격보다 약간 낮은 가격에 납품을 하고 있다.

### 조선 부강 무역회사와 백송 무역회사로 통한 소프트웨어 혹은 하드웨어 거래
조선민주주의인민공화국은 백송 무역회사를 통한 국가과학원 전용 무역회사를 통하여 소프트웨어 혹은 마이크로프로세서와 팹리스 사업을 통한 거래를 하고 있다고 포항공대 박찬모 교수께서 직접 증언을 하였으며 특히 이것으로 통한 자체 수익사업을 벌이고 있다.
특히 백송 무역회사뿐만 아니라 룡봉총회사를 통한 조선부강무역회사는 리철호가 사업하는 기계 공장과 89호 집적회로 공장을 소유하고 있으며 비로봉 무역회사는 Glocom을 소유하고 있다.
그만큼 현재 무역회사를 통한 소프트웨어나 하드웨어 즉 마이크로프로세서를 거래하고 있다는 정황이 포착이 되고 있다.